# Garofano, giglio, giglio, rosa
Garofano, giglio, giglio, rosa (Carnation, Lily, Lily, Rose) è un dipinto di John Singer Sargent, realizzato tra il 1885 e il 1886 e conservato nella Tate Britain di Londra.

## Descrizione
L'opera raffigura due bambine abbigliate con vesti candide e virginali, dalla bellezza pura e delicata, colte mentre accendono delle lanterne cinesi in un'atmosfera vibrante di luce ambigua, sospesa fra quella evanescente e naturale del tramonto e quella calda e artificiale dei fuochi delle lampade. La scena prende luogo nella rigogliosa natura che circonda le due figure, distribuendo generosamente i fiori menzionati nel titolo: i garofani, velati da un giallo tenue e delicato, ma anche le rose color incarnato e i lillà bianchi (con tutta probabilità appartenenti alla specie Lilium auratum). Le due bimbe ritratte nel dipinto, nella fattispecie, sono le figlie dell'illustratore Frederick Barnard, intimo amico del Sargent: Dolly, a sinistra, nell'anno di esecuzione della tela era undicenne, mentre Polly, a destra, aveva all'epoca sette anni. Il titolo del quadro, in particolare, deriva dalla canzone Ye Shepherds Tell Me, dove si canta di Flora che indossa «una ghirlanda che le cinge la testa [...] fatta di garofani, gigli, gigli, rose» (A wreath around her head, around her head she wore, Carnation, lily, lily, rose).
Il giardino effigiato nel dipinto è quello di Farnham House, dimora del Worcestershire dove Sargent si rifugiò per sfuggire allo scandalo suscitato a Parigi dal suo Ritratto di Madama X. Ispirato dall'idillio agreste della campagna inglese, Sargent con questo dipinto si cimentò nella pittura en plein air, accostandosi in parte alla poetica dell'Impressionismo. Le opere impressioniste, tuttavia, abolivano quasi completamente il disegno e le linee che contornano gli oggetti definendone i volumi: lo stesso non si può dire di Garofano, giglio, giglio, rosa, che al contrario ha conosciuto una gestazione assai complessa ed è stata preceduta da un gran numero di disegni e studi preparatori. Con questo dipinto, in ogni caso, Sargent intendeva cogliere la «calda luce delle lanterne contro il viola scuro del crepuscolo estivo» (Robert Louis Stevenson), obiettivo che richiese un'eccezionale mole di lavoro: lo stesso pittore se ne rese ben presto conto, a tal punto da scrivere alla sorella, in maniera alquanto telegrafica, che si trattava di un «soggetto terribilmente difficile. Impossibili brillanti colori dei fiori e delle lampade e verde più intenso del prato sullo sfondo. Le vernici non sono abbastanza vivide. E inoltre l'effetto dura soltanto dieci minuti». Pur di veder completata l'opera, tuttavia, Sargent era disposto a dedicarvisi tre minuti ogni giorno, sfruttando al massimo quell'effimero attimo che presenta le condizioni luministiche richieste. Questi patimenti furono ben presto premiati: l'opera, completata nel 1886, fu esposta alla Royal Academy l'anno successivo e riscosse uno sfolgorante successo. Sargent, in questo modo, sancì il proprio decollo artistico come ritrattista in un luogo difficile come il Regno Unito, atavicamente avversa alle novità straniere ma molto calorosa verso Garofano, giglio, giglio, rosa per via della scelta tematica del giardino inglese (con i vari simbolismi dei fiori) e dell'innocenza dei bambini. Dal 1887 l'opera è esposta nel Tate Britain di Londra.